# Bazilika Panny Marie Andělské
Bazilika Panny Marie Andělské (italsky Basilica di Santa Maria degli Angeli) je papežská basilica maior, která se nachází na pláni pod kopcem s městem Assisi.
Bazilika byla postavena v manýristickém stylu v letech 1569 až 1679 a skrývá v sobě malý kostelík zvaný Porciunkule z 9. století, nejposvátnější místo pro františkány. Právě zde mladý František z Assisi pochopil své povolání a zřekl se světa, aby mohl žít v chudobě mezi chudými, a tak zahájil františkánské hnutí.

## Dějiny
Po smrti svatého Františka v roce 1226 postavili bratři kolem Porziunkuly několik malých domků. V roce 1230 byl přistavěn refektář a několik dalších budov. V průběhu času byly kolem Porciunkuly přistavěny arkádové přístřešky a ubytování pro mnichy, jejichž základy byly objeveny při vykopávkách pod podlahou současné baziliky v letech 1967 až 1969.
Když do místa rodiště, působení a smrti sv. Františka začalo proudit obrovské množství poutníků, aby přijali „odpuštění z Assisi“, malý prostor Porciunkuly se stal zcela nedostatečným. Vznikla potřeba postavit kolem kostelíku větší chrám. Budovy kolem svatyně byly zbořeny na příkaz papeže Pia V. (1566–1572), kromě kaple Transito, cely, ve které sv. František zemřel. Stavba baziliky začala 25. března 1569.
Majestátní chrám, sedmý největší křesťanský kostel, byl navržen v odvážném manýristickém stylu, který předznamenal barokní styl, dvěma slavnými architekty, Galeazzem Alessim a Jacopem Vignolou. Práce postupovaly pomalu, kvůli neustálému nedostatku peněz, protože stavba byla financována z darů. Pozoruhodná kupole, spočívající na osmiboké stavbě s osmi okny a římsami, byla dokončena v roce 1667. Stavba kostela byla definitivně dokončena v roce 1679. V roce 1684 byla přistavěna zvonice. Původně měl mít kostel dvě věže, ale druhá nebyla nikdy postavena.
15. března 1832 se při prudkém zemětřesení zřítila centrální loď, část boční lodi, a chór. Kopule s širokou trhlinou se nezřítila. Apsida a boční kaple přežily bez poškození. Rekonstrukce baziliky začala v roce 1836 pod vedením architekta Luigi Polettiho a byla dokončena a znovuotevřena pro bohoslužby v roce 1840. Fasáda byla upravena v neoklasicistním stylu. V letech 1924 až 1930 této fasádě vrátil její původní předbarokní styl Cesare Bazzani (1873 – 1939). Pozlacená socha Madonna Degli Angeli ("Andělská madona") od sochaře Colasantiho a odlitá Uměleckou slévárnou Ferdinanda Marinelliho ve Florencii byla umístěna na fasádu v roce 1930.
Dne 11. dubna 1909 byl kostel povýšen papežem Piem X. na „patriarchální baziliku a papežskou kapli“.

## Popis

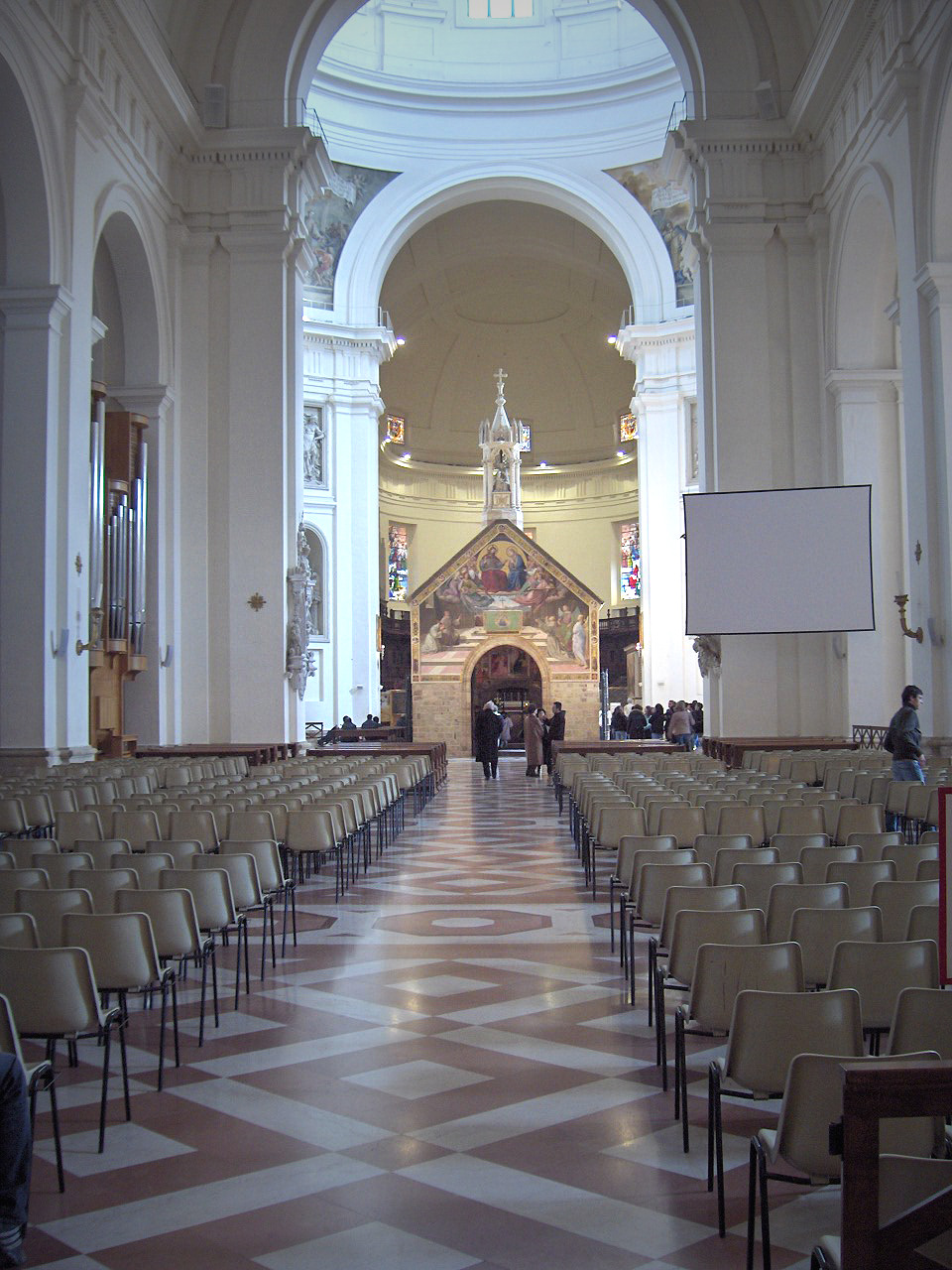
Loď s Porciunkulí.

Bazilika má obdélný půdorys, rozdělený na střední loď a dvě boční lodě, lemované deseti bočními kaplemi, s kopulí, příčnou lodí a dlouhým chórem v půlkruhové apsidě. Porciunkule se nachází přímo pod kopulí.
Interiér je jednoduchý a přesto elegantní, pouze s několika dekoracemi, které jsou v ostrém kontrastu s bohatou výzdobou bočních kaplí. Loď a uličky byly Luigim Polettim přestavěny v neoklasicistním dórském stylu. V apsidě se nachází vzácný dřevěný chór, vyřezávaný bratry františkány od roku 1689, papežský stolec (s basreliéfy od E. Manfriniho) a papežský oltář. Dodnes je zachována kaple Transito, cela, ve které zemřel sv. František. Nachází se pod arkýřem chóru, proti pravým sloupům kopule.

Boční kaple byly vyzdobeny velkými umělci různých období, mj. Antoniem Circignanim (všechny malby v kapli sv. Anny, 1602–1603), Francescem Appianim, (kaple sv. Antonína a sv. Petra v řetězech, 1756–1760), a Venturou Salimbenim (kaple Odstranění Páně, 1602).

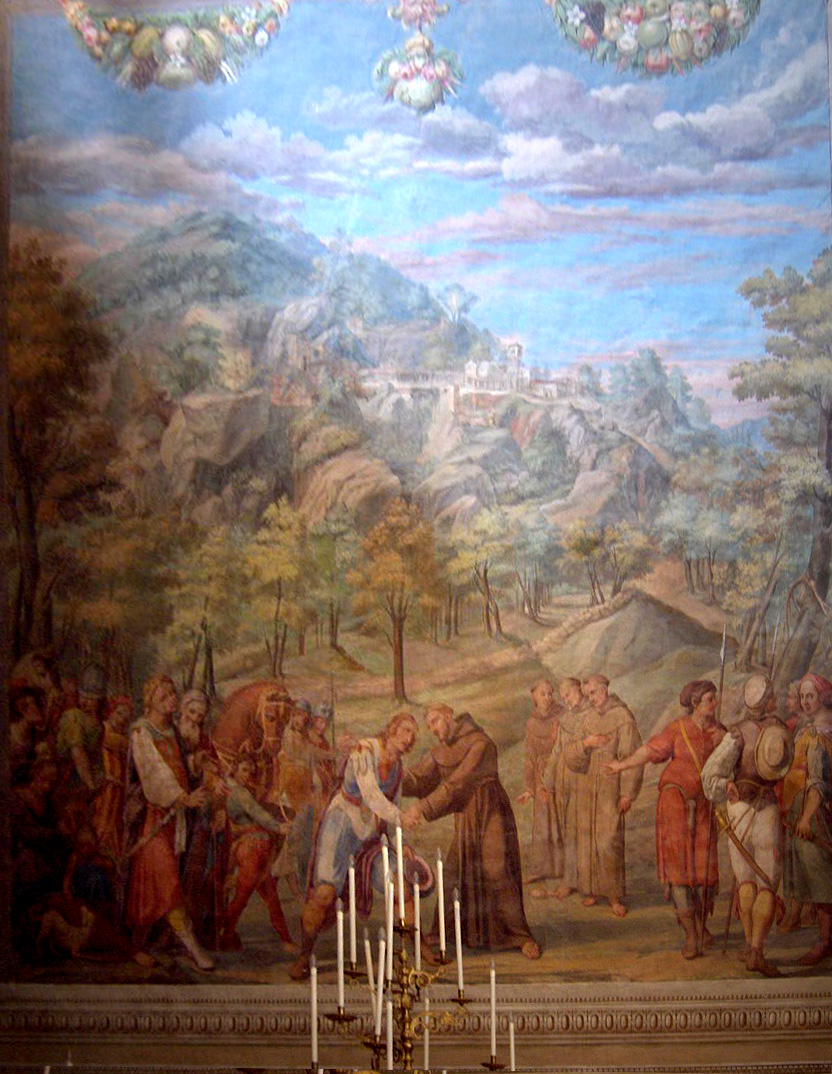
Svatý František přijímá muže a ženy do třetího řádu v Cannaře; Baldassare Croci (1602-1603)
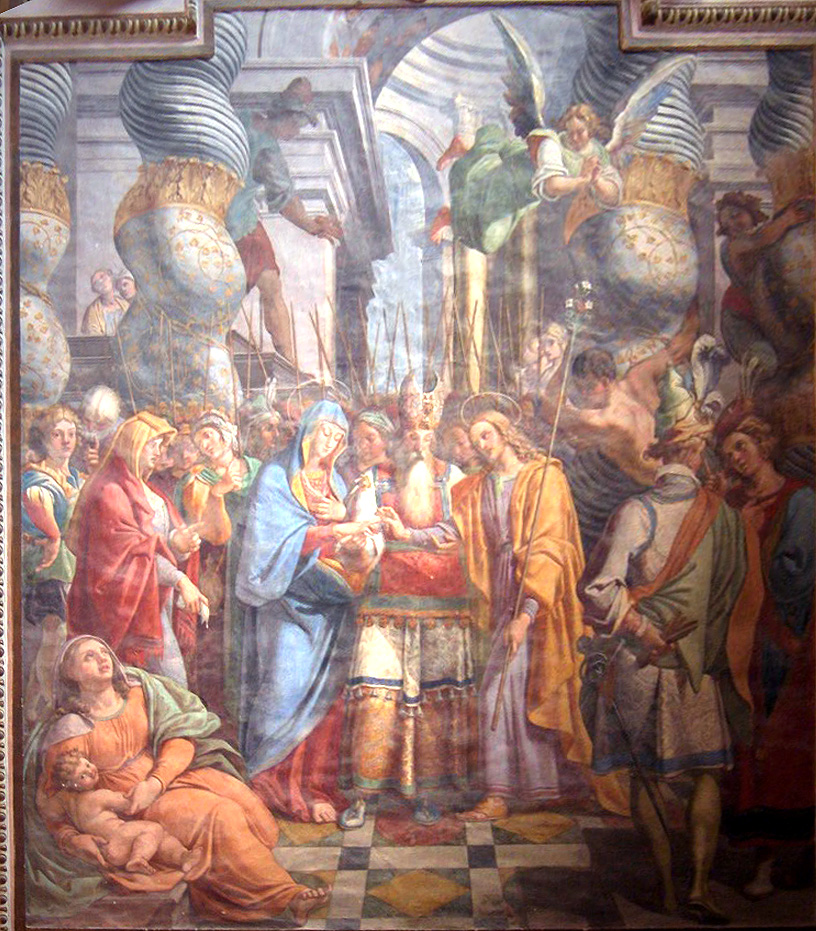
Svatba Panny Marie, Antonio Circignani (Pomarancio, 1602-1603)
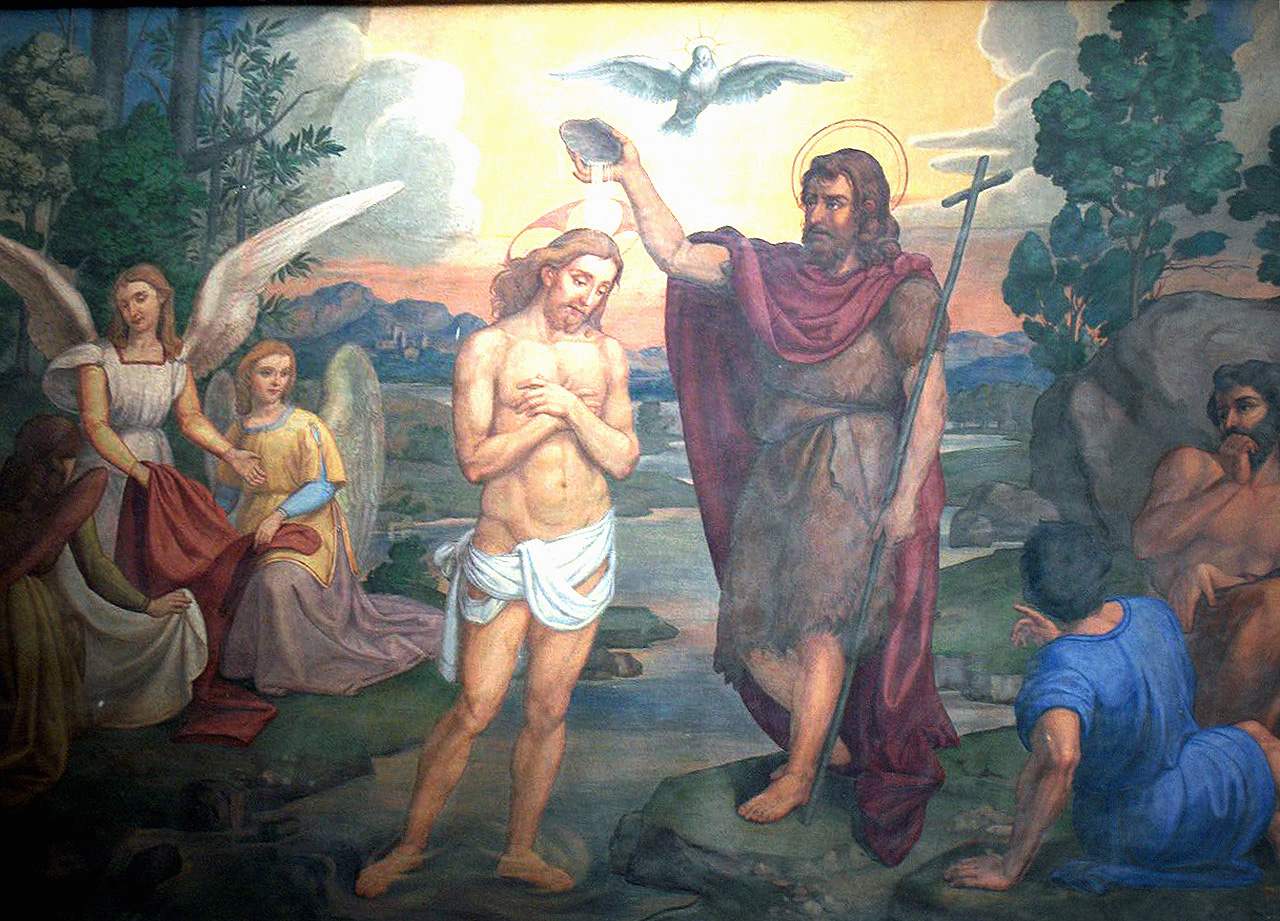
Svatý Jan Křtitel křtí Ježíše v Jordánu; Giorgetti di Assisi

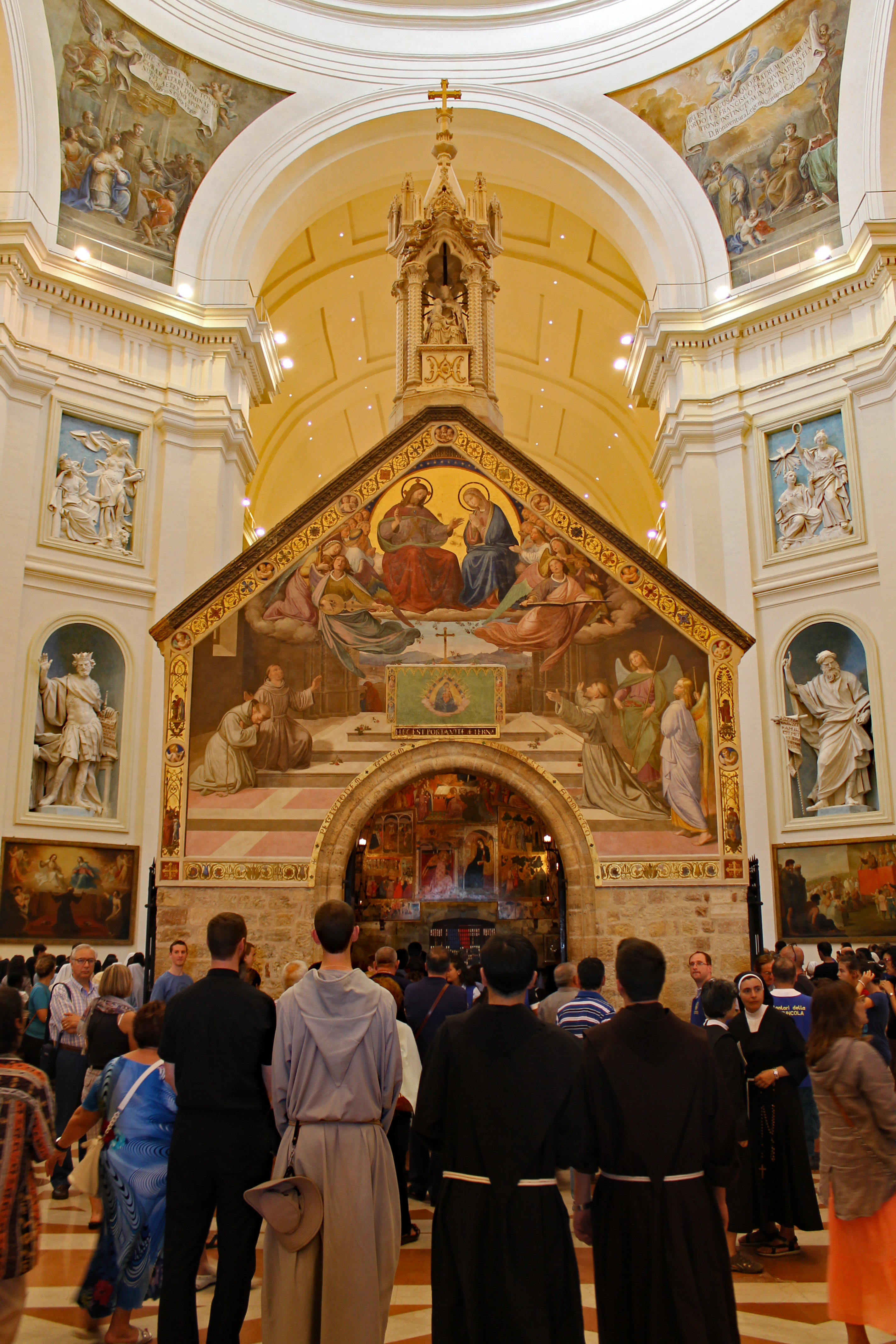
Porciunkule na svátek odpuštění

## Porciunkule
Chiesetta (kostelík) Porciunkule (italsky Porziuncola, „malá porce“) je nejposvátnějším místem pro františkány. Františkovi darovali tento kostelík z 9. století benediktinští mniši.
Kostel je vyzdoben umělci z různých období. Nad vchodem je freska od Johanna Friedricha Overbecka (1829) zobrazující sv. Františka přijímajícího od Krista a Panny Marie odpustek, známý jako „odpustek z Assisi“. Boční stěna na pravé straně ukazuje fragmenty dvou fresek od neznámého umbrijského umělce. Strohý interiér je vyzdoben v jednoduchém gotickém stylu s freskami ze 14. a 15. století. Nejvýraznějším dílem je šestidílná freska v apsidě tohoto kostelíku, kterou namaloval Ilario da Viterbo (1393). Vzadu nad vchodem je freska znázorňující Ukřižování od Pietra Perugina .

## Transito
Kaple Transito (italsky Cappella del Transito, česky Kaple smrti, doslova Kaple přechodu) je malá místnost, kde sv. František 3. října 1226 zemřel. Byla to malá chýše, která sloužila jako primitivní ošetřovna pro nemocné. Zvenčí ji zdobí freska Transito od Domenica Bruschiho (1886). Uvnitř kaple je uloženo roucho a v relikviáři provaz-opasek sv. Františka darovaný kapli papežem Piem IX. Za oltářem je glazovaná terakotová socha sv. Františka od Andrea della Robbia (kolem 1490). Na stěnách je freska od Giovanniho di Pietro, zvaného Spagno (1520) zobrazující první následovníky sv. Františka, nad každým portrétem jsou jejich jména (Ruffino, Leone, Masseo a Egidio).

## Krypta
Za hlavním oltářem byla v letech 1965 až 1970 postavena nová krypta. Během vykopávek byly odhaleny základy původních staveb, které obklopovaly Porciunkuly. Oltář krypty spočívá na masivním, víceramenném kmeni stromu, který vytvořil Francesco Prosperi . Za oltářem stojí smaltovaný terakotový basreliéfní svatostánek od Andrey della Robbia, který vyjadřuje s extrémní jemností emoce postav. V horní části jsou motivy sv. Františka přijímajícího stigmata, Korunování Panny Marie (s andělskými hudebníky) a svatého Jeronýma kajícníka; ve spodní části Zvěstování, Narození Páně a Klanění Tří králů.

## Růžová zahrada a Růžová kaple

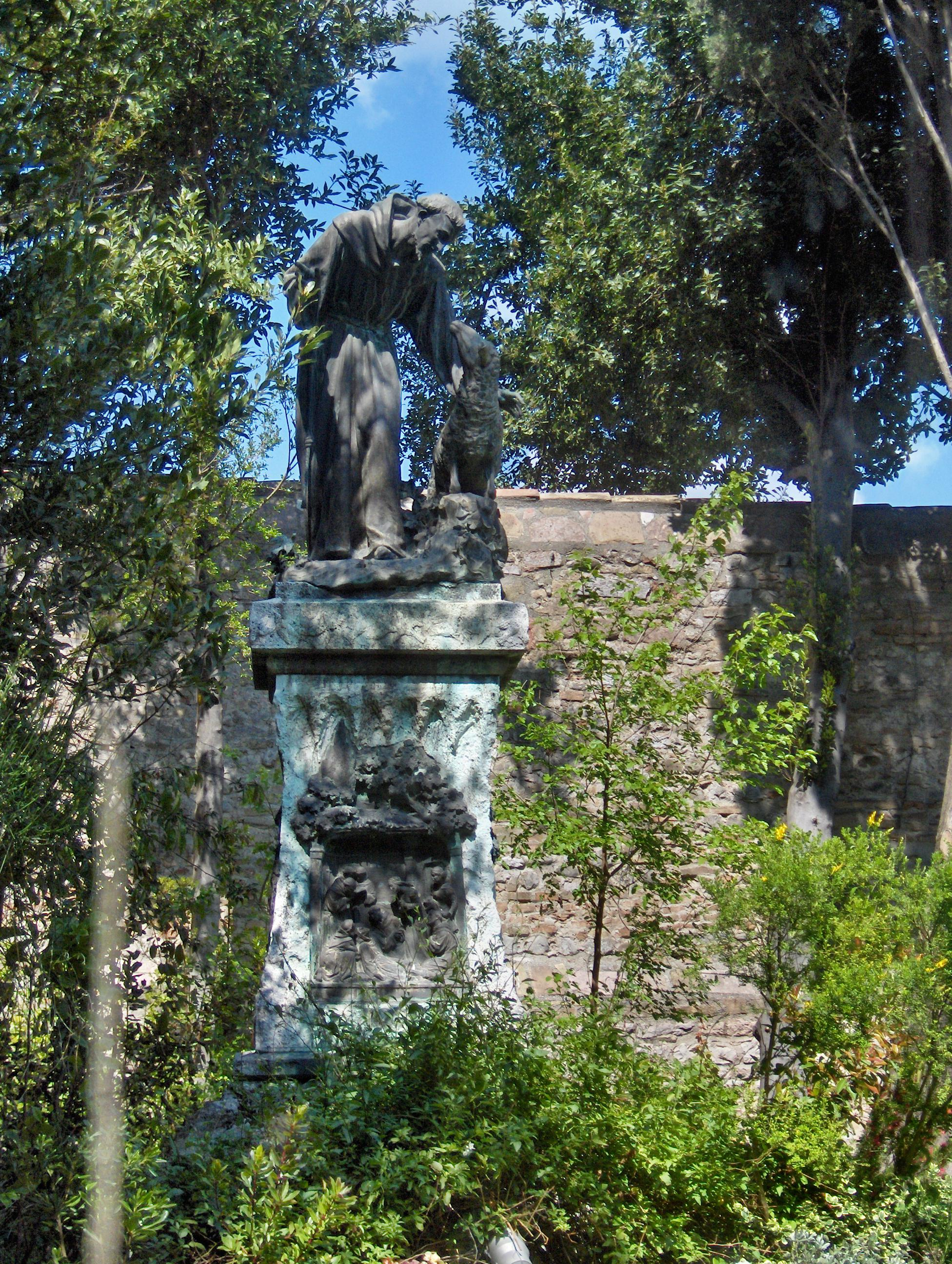
Růžová zahrada – bronzová socha od V. Rossignoliho (1916).

Do růžové zahrady se vstupuje přes sakristii. Je to poslední pozůstatek prastarého lesíka, ve kterém žil svatý František a jeho bratři. Zde promlouval k hrdličkám a vyzval je, aby chválily Pána. V rukou sochy sv. Františka v této růžové zahradě hnízdí od nepaměti holubice.
Podle tradice (doložené již koncem 13. století) se jedné noci svatý František, pociťující pokušení opustit svůj způsob života, válel nahý v trní ostružiníků ve snaze překonat pochyby a pokušení. V kontaktu s jeho tělem se keře ostružiníků proměnily v šípkové růže bez trnů. Od té doby se na zahradě pěstuje kultivar šípkové růže Rosa canina assisiensis .

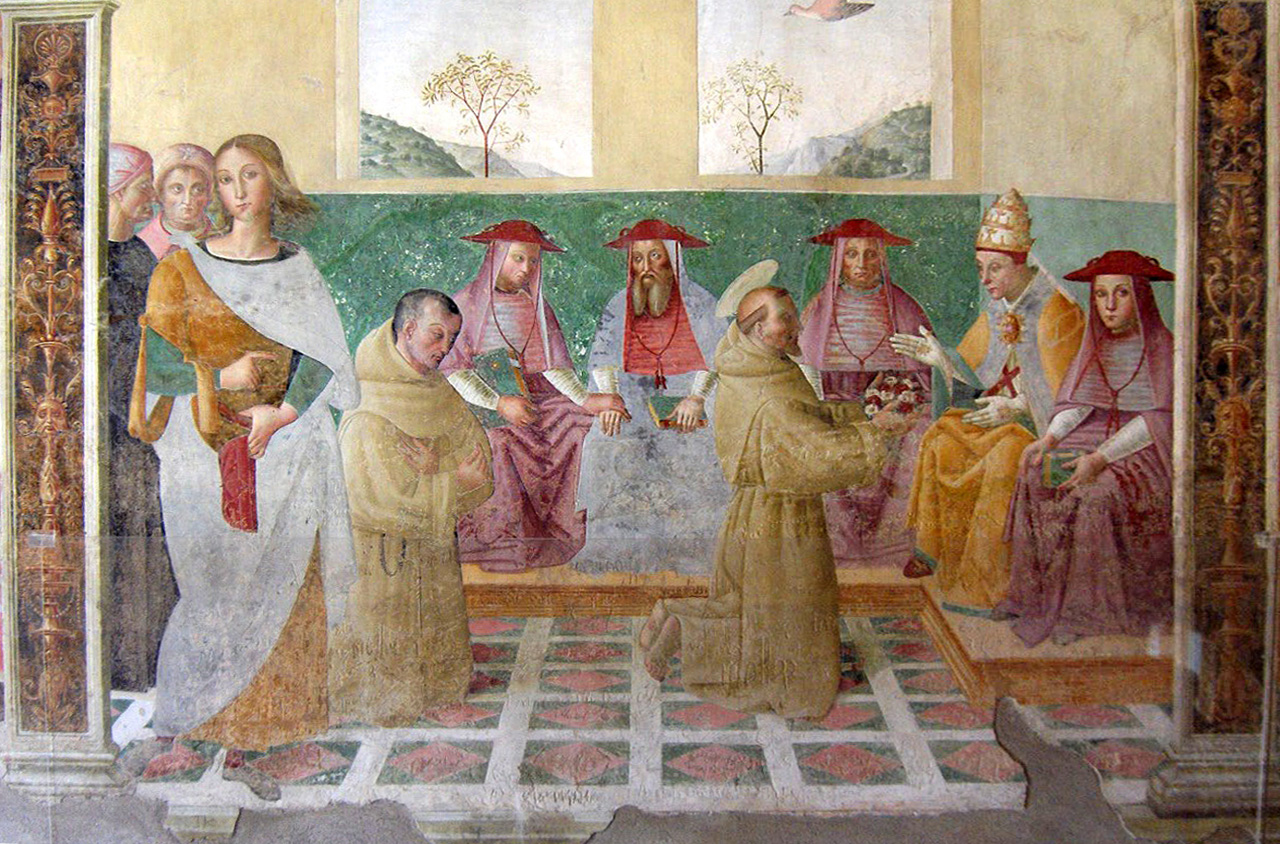
Odpustek, freska v kapli růží od Tiberia d'Assisi.

Z růžové zahrady se vstupuje do Růžové kaple. To byla cela, kde svatý František odpočíval a trávil noci v modlitbě a pokání. Zde se svatý František setkal také se svatým Antonínem Paduánským. Po jeho smrti byla na tomto místě ve 13. století postavena kaple a v 15. století rozšířena sv. Bernardinem ze Sieny. V letech 1506 až 1516 byla kaple vyzdobena řadou fresek od několika malířů, včetně Tiberia d'Assisi, který zde zobrazil ranou františkánskou komunitu a první světce řádu, zázrak růží a ústupek odpustků.

## Varhany

### Hlavní varhany
V apsidě se nachází varhany Mascioni opus 802 postavené v roce 1961 repasí fonického materiálu předchozích varhan postavených v roce 1932 varhanářem Liberem Rino Pinchi z Foligna. Plně elektrizovaný nástroj má nezávislou konzolu se čtyřmi klaviaturami po 61 tónech a konkávně-radiálním pedálem s 32 tóny. Píšťaly jsou ve třech různých tělesech, dvě po stranách hlavního oltáře a jedno v kopuli.

### Varhany hlavní lodi
Pod posledním obloukem mezi střední lodí a levou lodí se nacházejí píšťalové varhany Pinchi opus 416, postavené v roce 2000 repasí fonického materiálu varhan Morettini z roku 1840 spojené s konzolou hlavních varhan, které byly instalovány na chóru nad kaplí Transito a odstraněn ze statických důvodů po zemětřesení v roce 1997.
Nástroj se smíšeným převodem, mechanický pro manuály a pedál, elektrický pro dorazy a kombinace, má dvě klaviatury po 58 tónech a konkávně-radiální pedál s 30 tóny.

### Varhany kaple Nejsvětější svátosti
V kapli Nejsvětější svátosti jsou umístěny varhany, postavené v 70. letech 20. století varhanářskou firmou Pinchi. Nástroj pocházející ze seminárního kostela je plně elektrický, se dvěma klaviaturami po 56 tónech a konkávním radiálním pedálem o 30 tónech.

### Pozitivní varhany
V bazilice jsou také mobilní pozitivní varhany, postavené v 80. letech 20. století varhanářskou firmou Pinchi inspirované italskými barokními nástroji.
Plně mechanický převod, má jedinou 56-tónovou klaviaturu s rozšířenou první chromatickou oktávou a 18-tónový pultový pedál bez vlastních rejstříků a propojený s manuálem a také s rozšířenou první chromatickou oktávou.

### Varhany v kryptě
Varhany v kryptě jsou barokní pozitivní varhany postavené v 17. století.
Plně mechanická převodovka má jedinou 45-tónovou klaviaturu s první oktávou lomenou a 9-tónový pultový pedál bez vlastních rejstříků a kombinovaný s manuálem.

## Muzeum
V přilehlém klášteře sídlí muzeum Porciunkuly s mnoha náboženskými předměty, archeologickými nálezy a pozoruhodnou sbírkou obrazů:
- Krucifix od Giunty Pisana (1236)
- dřevěný obrazový portrét sv. Františka od (anonymního) Maestra di San Francesco (13. století); na tento obraz bylo umístěno tělo zesnulého světce
- Sv. František, malba na dřevě připisovaná Cimabue
- Madona s dítětem od sienského malíře Sano di Pietro (15. století)
- terakota od Andrey della Robbia (kolem roku 1490)
- Sv. František a sv. Klára od Cesare Sermeiho a jeho dílny
- Madona z mléka, polychromovaná terakotová socha (konec 14. nebo začátek 15. století)
- mnoho fresek s nejistou atribucí